# Legio IIII Sorana
Die Legio IIII Sorana war eine Legion der römischen Armee, die im Jahr 43 v. Chr. vom Konsul Gaius Vibius Pansa Caetronianus für die Senatspartei ausgehoben wurde, um im Bürgerkrieg gegen die Caesarianer unter Marcus Antonius zu kämpfen.
Die Legio IIII Sorana wurde während des zweiten Triumvirats (43–32 v. Chr.), vielleicht nach der Schlacht bei Philippi (42 v. Chr.) nach Sora verlegt, wo die Veteranen den überwiegenden Teil der Bevölkerung darstellten. Vermutlich erhielt die Legion ihren Namen Sorana erst in diesem Zusammenhang. Nach einer anderen Ansicht weist der Name bereits auf eine Aushebung in Sora hin. Angehörige der Legion, wie der Primus Pilus und Tribunus militum Lucius Firmius, setzten ihren cursus honorum in einer zivilen Karriere fort.
Möglicherweise ging die Legio IIII Scythica aus der Legio IIII Sorana hervor, doch ist diese Theorie umstritten.